# Wilson Phillips
Wilson Phillips ist eine US-amerikanische Girlgroup. Sie besteht aus den Schwestern Carnie und Wendy Wilson sowie Chynna Phillips. Die Gruppe war zwischen Frühjahr 1990 und Herbst 1992 sehr erfolgreich und mit mehreren Titeln weltweit in den Hitparaden vertreten.
Ihre Bekanntheit rührt auch von den prominenten Eltern her: die Wilson-Schwestern sind die Töchter von Brian Wilson (The Beach Boys), Phillips ist die Tochter von John und Michelle Phillips (The Mamas and the Papas).

## Werdegang
Die drei Mitglieder der Gruppe wuchsen in Südkalifornien auf und waren seit ihrer Kindheit befreundet. Ihren ersten Plattenvertrag bekamen sie im Sommer 1989. Sie arbeiteten mit dem Produzenten Glen Ballard (SBK Records) zusammen, der auch für Michael Jackson und Alanis Morissette produzierte.
Ihr im März 1990 veröffentlichtes Debütalbum Wilson Phillips war mit über zwölf Millionen verkauften Exemplaren ein großer Erfolg. Es wurden fünf Singles ausgekoppelt, die alle in den Billboard-Charts vertreten waren, drei davon landeten auf Platz 1. Das Album brachte der Gruppe fünf Grammy-Nominierungen und zwei Nominierungen für den American Music Award ein. Das zweite im Juni 1992 erschienene Album Shadows and Light war mit zwei Millionen verkauften Exemplaren ebenfalls erfolgreich. Im selben Jahr löste sich die Gruppe auf. Die Wilson-Schwestern waren weiterhin gemeinsam musikalisch aktiv, Phillips solo.
Mitte 2000 veröffentlichten Wilson Phillips ein Greatest-Hits-Album. 2001 hatten sie im Rahmen des All Star Tribute to Brian Wilson den ersten gemeinsamen Auftritt seit ihrer Trennung, dort sangen sie den Song You’re so Good to Me. Im Frühjahr 2004 folgte mit dem Erscheinen des Albums California die offizielle Wiedervereinigung der Gruppe; dieses Album enthält unter anderem Coverversionen von Songs der Beach Boys und von The Mamas and the Papas.
Im Herbst 2010 veröffentlichten sie das Weihnachtsalbum Christmas in Harmony. 2011 hatten sie einen Gastauftritt in der Filmkomödie Brautalarm. Im April 2012 erschien ihr Album Dedicated, dieses enthält ebenfalls der Songs der Bands ihrer Eltern, die von Brian Wilson und John Phillips komponiert wurden.
Im November 2022 belegten Wilson Phillips als Lämmer im Finale der achten Staffel des US-amerikanischen Ablegers von The Masked Singer den zweiten Platz.

## Diskografie

### Studioalben
| Jahr | Titel                | Höchstplatzierung, Gesamtwochen, AuszeichnungChartplatzierungen (Jahr, Titel, Platzierungen, Wochen, Auszeichnungen, Anmerkungen) | Höchstplatzierung, Gesamtwochen, AuszeichnungChartplatzierungen (Jahr, Titel, Platzierungen, Wochen, Auszeichnungen, Anmerkungen) | Höchstplatzierung, Gesamtwochen, AuszeichnungChartplatzierungen (Jahr, Titel, Platzierungen, Wochen, Auszeichnungen, Anmerkungen) | Höchstplatzierung, Gesamtwochen, AuszeichnungChartplatzierungen (Jahr, Titel, Platzierungen, Wochen, Auszeichnungen, Anmerkungen) | Höchstplatzierung, Gesamtwochen, AuszeichnungChartplatzierungen (Jahr, Titel, Platzierungen, Wochen, Auszeichnungen, Anmerkungen) | Anmerkungen                            |
| Jahr | Titel                | DE | AT | CH | UK | US | Anmerkungen                            |
| ---- | -------------------- | --- | --- | --- | --- | --- | -------------------------------------- |
| 1990 | Wilson Phillips      | DE15 Gold · (39 Wo.)DE | AT19 (12 Wo.)AT | CH16 (30 Wo.)CH | UK7 Platin · (32 Wo.)UK | US2 ×5Fünffachplatin · (125 Wo.)US                                                                                                | Erstveröffentlichung: 20. März 1990    |
| 1992 | Shadows And Light    | DE13 (17 Wo.)DE | AT34 (8 Wo.)AT | CH3 Gold · (16 Wo.)CH | UK6 Silber · (6 Wo.)UK | US4 Platin · (33 Wo.)US | Erstveröffentlichung: 2. Juni 1992     |
| 2004 | California           | — | — | — | — | US35 (8 Wo.)US | Erstveröffentlichung: 25. Mai 2004     |
| 2010 | Christmas In Harmony | — | — | — | — | US135 (4 Wo.)US | Erstveröffentlichung: 12. Oktober 2010 |
| 2012 | Dedicated            | — | — | — | — | US29 (6 Wo.)US | Erstveröffentlichung: 3. April 2012    |

### Kompilationen
| Jahr | Titel         | Anmerkungen                        |
| ---- | ------------- | ---------------------------------- |
| 1998 | The Best Of   | Erstveröffentlichung: 26. Mai 1998 |
| 2000 | Greatest Hits | Erstveröffentlichung: 23. Mai 2000 |

### Singles
| Jahr | Titel Album                              | Höchstplatzierung, Gesamtwochen, AuszeichnungChartplatzierungen (Jahr, Titel, Album, Platzierungen, Wochen, Auszeichnungen, Anmerkungen) | Höchstplatzierung, Gesamtwochen, AuszeichnungChartplatzierungen (Jahr, Titel, Album, Platzierungen, Wochen, Auszeichnungen, Anmerkungen) | Höchstplatzierung, Gesamtwochen, AuszeichnungChartplatzierungen (Jahr, Titel, Album, Platzierungen, Wochen, Auszeichnungen, Anmerkungen) | Höchstplatzierung, Gesamtwochen, AuszeichnungChartplatzierungen (Jahr, Titel, Album, Platzierungen, Wochen, Auszeichnungen, Anmerkungen) | Höchstplatzierung, Gesamtwochen, AuszeichnungChartplatzierungen (Jahr, Titel, Album, Platzierungen, Wochen, Auszeichnungen, Anmerkungen) | Anmerkungen                              |
| Jahr | Titel Album                              | DE | AT | CH | UK | US | Anmerkungen                              |
| ---- | ---------------------------------------- | --- | --- | --- | --- | --- | ---------------------------------------- |
| 1990 | Hold On Wilson Phillips                  | DE15 (26 Wo.)DE | — | CH15 (8 Wo.)CH | UK6 Platin · (22 Wo.)UK | US1 Gold · (25 Wo.)US | Erstveröffentlichung: 27. Februar 1990   |
| 1990 | Release Me Wilson Phillips               | DE37 (18 Wo.)DE | AT15 (9 Wo.)AT | — | UK36 (5 Wo.)UK | US1 Gold · (22 Wo.)US | Erstveröffentlichung: 1. Juni 1990       |
| 1990 | Impulsive Wilson Phillips                | DE59 (9 Wo.)DE | AT29 (2 Wo.)AT | CH30 (1 Wo.)CH | UK42 (3 Wo.)UK | US4 (20 Wo.)US | Erstveröffentlichung: 29. September 1990 |
| 1991 | You're in Love Wilson Phillips           | DE54 (12 Wo.)DE | — | — | UK29 (5 Wo.)UK | US1 (19 Wo.)US | Erstveröffentlichung: 27. Januar 1991    |
| 1991 | The Dream Is Still Alive Wilson Phillips | — | — | — | — | US12 (14 Wo.)US | Erstveröffentlichung: 19. Mai 1991       |
| 1992 | You Won’t See Me Cry Shadows And Light   | DE36 (14 Wo.)DE | — | CH11 (15 Wo.)CH | UK18 (5 Wo.)UK | US20 (16 Wo.)US | Erstveröffentlichung: 28. April 1992     |
| 1992 | Give It Up Shadows And Light             | DE54 (10 Wo.)DE | — | — | UK36 (3 Wo.)UK | US30 (11 Wo.)US | Erstveröffentlichung: 28. Juli 1992      |

### Videoalben
- 1990: Wilson Phillips (US: Gold)
- 1992: Shadows and Light From a Different View (US: Gold)

## Auszeichnungen für Musikverkäufe
| Goldene Schallplatte - Australien - 1990: für das Album Wilson Phillips - Japan - 1990: für das Album Wilson Phillips - Neuseeland - 2004: für das Album California - Spanien - 1991: für das Album Wilson Phillips Platin-Schallplatte - Australien - 1990: für die Single Hold On - Neuseeland - 2021: für die Single Hold On - Spanien - 1992: für das Album Shadows And Light | 2× Platin-Schallplatte - Kanada - 1993: für das Album Shadows And Light - Neuseeland - 1991: für das Album Wilson Phillips 7× Platin-Schallplatte - Kanada - 1992: für das Album Wilson Phillips |

Anmerkung: Auszeichnungen in Ländern aus den Charttabellen bzw. Chartboxen sind in ebendiesen zu finden.
| Land/RegionAuszeichnungen für Musikverkäufe (Land/Region, Auszeichnungen, Verkäufe, Quellen) | Silber  | Gold       | Platin       | Verkäufe  | Quellen                           |
| -------------------------------------------------------------------------------------------- | ------- | ---------- | ------------ | --------- | --------------------------------- |
| Australien (ARIA)                                                                            | —       | Gold1      | Platin1      | 105.000   | aria.com.au                       |
| Deutschland (BVMI)                                                                           | —       | Gold1      | —            | 250.000   | musikindustrie.de                 |
| Japan (RIAJ)                                                                                 | —       | Gold1      | —            | 100.000   | riaj.or.jp                        |
| Kanada (MC)                                                                                  | —       | —          | 9× Platin9   | 900.000   | musiccanada.com                   |
| Neuseeland (RMNZ)                                                                            | —       | Gold1      | 3× Platin3   | 77.500    | radioscope.co.nz                  |
| Schweiz (IFPI)                                                                               | —       | Gold1      | —            | 25.000    | hitparade.ch                      |
| Spanien (Promusicae)                                                                         | —       | Gold1      | Platin1      | 150.000   | Sólo éxitos: año a año, 1959–2002 |
| Vereinigte Staaten (RIAA)                                                                    | —       | 4× Gold4   | 6× Platin6   | 7.100.000 | riaa.com                          |
| Vereinigtes Königreich (BPI)                                                                 | Silber1 | —          | 2× Platin2   | 960.000   | bpi.co.uk                         |
| Insgesamt                                                                                    | Silber1 | 10× Gold10 | 22× Platin22 |           |                                   |

## Künstlerauszeichnungen und Nominierungen
- 1990 – Grammy Awards – nominiert für „Song of the Year“ (Hold On)
- 1990 – Grammy Awards – nominiert für „Album of the Year“ (Wilson Phillips)
- 1990 – Grammy Awards – nominiert für „Best New Artist“
- 1990 – Grammy Awards – nominiert für „Best Pop Duo or Group“
- 1990 – American Music Awards – nominiert für „Favorite Single – Pop/Rock“ (Hold On)
- 1990 – American Music Awards – nominiert für „Favorite New Artist – Pop/Rock“
- 1990 – Billboard Music Awards – gewonnen für „Hot 100 Single of the Year“ (Hold On)
- 1991 – Grammy Awards – nominiert für „Best Pop Vocal Performance by a Duo or Group“ (You’re in Love)